# Chlamydatus pullus
Chlamydatus pullus är en insektsart som först beskrevs av Reuter 1871.  Chlamydatus pullus ingår i släktet Chlamydatus och familjen ängsskinnbaggar. Arten är reproducerande i Sverige. Inga underarter finns listade i Catalogue of Life.